# Nicolae Argintescu-Amza
Nicolae Argintescu-Amza (n. 12/25 septembrie 1904, Galați⁠(d), Galați, România – d. 7 septembrie 1973, București, România) a fost un critic literar român, eseist și traducător al lui William Shakespeare în limba română.
A purtat corespondență în perioada interbelică cu Mircea Eliade, care i-a destăinuit greutățile financiare cu care se confrunta și cum a fost nevoit să scrie cărți pentru a-și putea acoperi cheltuielile de existență.

## Distincții
- Ordinul „Meritul Cultural” clasa a III-a (1968) „pentru activitate deosebită în domeniul artelor plastice”[2]